# Karl Cäsar von Leonhard
Karl Cäsar von Leonhard, född 12 september 1779 i Rumpenheim (numera stadsdel i Offenbach am Main), död 23 januari 1862 i Heidelberg, var en tysk geolog och mineralog, far till Gustav von Leonhard.
Leonhard var under en tid av storhertigdömet Frankfurts existens (1810–1813) chef för dess domänförvaltning. Han kallades 1815 till vetenskapsakademien i München och blev 1818 professor i Heidelberg. Han tillhörde ursprungligen Abraham Gottlob Werners geologiska skola, men stod vid slutet av 1820-talet i det ultravulkanistiska lägret. 
Hans viktigaste arbeten är Handbuch der Oryktognosie (1822; andra upplagan 1826), Charakteristik der Felsarten (1823-24), det första försöket till en petrografi, vidare den vidlyftiga monografin Die Basaltgebilde (1831-32) samt det populärt hållna verket Geologie oder Naturgeschichte der Erde (1833-44).
Ett litterärt centralorgan för flera närbesläktade vetenskapsgrenar skapade han genom "Taschenbuch für die gesammte Mineralogie" (1807-29) och dess fortsättning "Jahrbuch für Mineralogie, Geognosie, Geologie und Petrefaktenkunde", vars utgivande han 1830-58 ombesörjde tillsammans med Heinrich Georg Bronn.
Leonhard invaldes 1815 som korresponderande ledamot nummer 17 av Kungliga Vetenskapsakademien.